# Gymnopais bifistulatus
Gymnopais bifistulatus är en tvåvingeart som beskrevs av Rubtsov 1955. Gymnopais bifistulatus ingår i släktet Gymnopais och familjen knott. Inga underarter finns listade i Catalogue of Life.